# 陳蒞
陳蒞（？年—？年），字叔度，巴西郡安漢縣（現四川省南充市）人，西晉初期官員。

## 生平
陳壽侄子，陳蒞與兄陳符、從弟陈阶都以辭采華美，享譽當世。陳蒞才幹過人，仕晉後擔任梁州別駕，後來被齊王司馬攸徵辟為掾屬，病逝於洛陽。陳壽所著二百多篇，陳符、陳蒞、陳階各著數十篇。後來梁、益二州以及中原的文士們紛紛為他們四人作傳。